# Mecânica clássica
A mecânica clássica se refere às três principais formulações da mecânica pré-relativística: a mecânica newtoniana, mecânica lagrangeana e a mecânica hamiltoniana. É a parte da física que analisa o movimento, as variações de energia e as forças que atuam sobre um corpo. No ensino de física, a mecânica clássica geralmente é a primeira área da física a ser lecionada. É geralmente classificada em estática, cinemática e dinâmica.
Existem três obras fundamentais que situam a mecânica clássica como ciência, o Discurso sobre as Duas Novas Ciências, o Horologium Oscillatorium e os Princípios Matemáticos da Filosofia Natural.

## Bases
A mecânica clássica pode ser resumida em três etapas simples, que descrevem completamente as suas bases:
1. Definimos o vetor velocidade como a derivada temporal do vetor-posição de uma partícula, em um determinado referencial;
2. Definimos o momento linear como o produto da velocidade pela massa da partícula;
3. A força é a derivada temporal do momento linear, se ele for medido em relação a um referencial inercial. Ela obedece à segunda lei de Newton e, mais especificamente, às leis de força;
4. Existe um referencial inercial, de acordo com a primeira lei de Newton.

Dois exemplos de leis de força são a Lei de Hooke e a teoria de Newton da gravitação universal.
O principal objetivo da física clássica é encontrar as leis de força, que são leis que determinam a ação de forças sobre as partículas em certos casos. Determinadas as leis de força envolvidas em um sistema, podemos em princípio determinar completamente o movimento das partículas do sistema, através das relações definidas nas três etapas acima.

## Teoria
A quantidade de problemas resolvidos a partir da mecânica clássica é grande, e isto acontece porque seus axiomas, ou princípios, são gerais. Dentre estes, os principais são:
- O espaço é absoluto, imutável, não sofrendo alteração em função da matéria;
- Da mesma forma que o espaço, o tempo também é absoluto, não sofrendo mudanças em função da matéria;
- A velocidade de um corpo pode crescer ilimitadamente.

## Unidades de medida

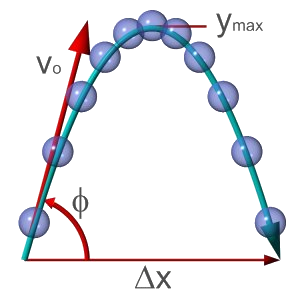
O movimento de projéteis é estudado na mecânica clássica

Qualquer medida física só tem algum significado se for acompanhada da respectiva unidade e da incerteza do processo de medida.
A importância da unidade de medida é intuitiva: um texto que se refira a uma 'velocidade de 30' está claramente incompleto se não for especificada a unidade da velocidade, como em 'velocidade de 30 km/h' ou 'velocidade de 30 m/s'.
Já a incerteza do processo de medida é uma informação frequentemente negligenciada. Qualquer processo de medida possui uma incerteza inerente. Por exemplo, uma régua escolar é precisa até a unidade dos milímetros, e portanto qualquer medição feita com este instrumento deve ser registrada com esta informação. Ou seja, a medição efetuada com uma régua escolar tem um erro de aproximadamente 0,5 milímetros (é metade da divisão menor). Por exemplo, o comprimento de um determinado fio é 20 cm, dizemos que o seu comprimento é 20 ± 0,05 cm; logo, o comprimento exato do fio encontra-se entre 19,95 e 20,05 cm.
O erro de medida fica cada vez menor a medida que suas unidades são divididas em mais partes. Se, com a ajuda de algum aparelho especial, um milímetro de uma régua comum for dividido em 10 partes a medição será mais exata do que apenas usando o milímetro como unidade. No entanto, isso não elimina a incerteza; apenas a diminui. A medida de uma grandeza se faz adotando-se uma medida ou convenção denominada padrão, através desta, determina-se os múltiplos e submúltiplos do padrão.
Em cada lugar do mundo se media de diferentes formas; cada maneira de medir se chamava sistema de medida. Atualmente se usa quase no mundo inteiro o Sistema Internacional de Unidades (SI), um sistema padrão. No Brasil, o sistema utilizado é o SI, cada sistema de unidades tendo uma unidade padrão para cada medida. As medidas mecânicas, suas unidades-padrão e seus símbolos, estão contidas a seguir:
| Medidas                     | Unidade                                  | Símb.   |
| --------------------------- | ---------------------------------------- | ------- |
| Comprimento                 | metro                                    | m       |
| Massa                       | quilograma                               | kg      |
| Tempo                       | segundo                                  | s       |
| Força                       | newton                                   | N       |
| Potência                    | watt                                     | W       |
| Trabalho                    | joule                                    | J       |
| Energia                     | joule                                    | J       |
| Momento linear              | quilograma-metros por segundo            | kg.m/s  |
| Momento angular             | quilograma-metro ao quadrado por segundo | kg.m²/s |
| Momento de inércia de massa | quilograma-metro ao quadrado             | kg.m²   |
| Torque                      | Newton-metro                             | N.m     |

## Estática
Estuda as forças atuantes em um corpo em equilíbrio estático.
Utiliza conceitos fundamentais como espaço, tempo, massa e força, bem como premissas (princípios ou axiomas) como o da resultante (todas as forças aplicadas sobre um objeto equivalem à sua soma), o da gravitação e as três leis de Newton. Chega-se a resultados como o equilíbrio mecânico e a formulações mais avançadas como o do momento de alavanca.

## Cinemática
Estuda o movimento, sem levar em consideração as forças atuantes e a massa do corpo.
- Trajetória;
- Espaço (módulo do comprimento da trajetória);
- Velocidade;
- Aceleração;
- Tempo.

## Dinâmica
Fundamentada na segunda lei de Newton ou princípio fundamental da dinâmica, estuda o movimento tendo em conta as causas deste (genericamente forças).
- Massa;
- Força;
- Forças resistentes;
- Aceleração;
- Máquinas simples.

## Princípios da conservação de energia mecânica clássica
"Na natureza nada se cria, nada se perde, tudo se transforma" (Antoine Lavoisier)
Estuda a conservação de energia mecânica clássica nas variações de energia de corpos de um sistema isolado através de fenômenos mecânicos do cotidiano.
- Massa;
- Velocidade;
- Distância;
- Força;
- Trabalho mecânico;
- Energia mecânica;
- Impulso;
- Colisão;
- Centro de massas;
- Quantidade de movimento linear;
- Quantidade de movimento angular;
- Momento de inércia;
- Produto de inércia;
- Momento estático, torque ou binário.

## Outros ramos
A mecânica divide-se ainda em vários ramos, conforme o estado físico dos corpos a que se aplicam forças. Estática e dinâmica estudam corpos no estado sólido. A mecânica dos fluidos estuda os outros estados físicos.
- Fluidos
  - Líquidos
    - Hidrostática
    - Hidrodinâmica

  - Gases
    - Aerostática
    - Aerodinâmica

## Extensões
- Mecânica analítica (mecânica lagrangiana e mecânica hamiltoniana) — equivalente às leis de Newton e às suas consequências, são práticas para a resolução de problemas complexos que a aplicação direta da mesma, pois lida preferencialmente com grandezas escalares (como energia cinética e potencial) e não vetoriais (como força).
- Mecânica relativista — transcendente à mecânica clássica, lida com objetos que se movem a velocidades relativísticas (de valor próximo da velocidade da luz) e com a dinâmica de energia.
- Mecânica quântica — trata de sistemas de reduzidas dimensões (onde a troca de energia é quantizada e não contínua).
- teoria do campo quântico — trata de sistemas que têm ambas as propriedades (altas velocidades e troca de energia quantizada).

A mecânica clássica é uma teoria para a dinâmica de matéria, em verdade a primeira teoria nesta área a se consolidar, e também a primeira teoria física a se mostrar, historicamente, completamente coerente. A mecânica clássica é assim compatível com as outras teorias clássicas fundamentadas na dinâmica da matéria, a citar a termodinâmica e gravitação universal. Entretanto ela não é uma teoria para a descrição da dinâmica de energia, ou de matéria e energia, sendo a mecânica clássica em vários pontos incompatível com a teoria clássica que lida com a dinâmica da energia pura, o eletromagnetismo. A relatividade restrita é uma extensão que permite a compreensão da dinâmica de matéria e energia juntas, mas exclui a gravitação de seu campo de estudo, valendo nos casos onde o campo gravitacional é essencialmente nulo. A teoria que permite a compreensão da dinâmica da matéria e energia junto com a gravitação é a teoria geral da relatividade. Todas estas teorias valem em um mundo "clássico" onde a troca de energia não é quantizada e sim contínua. Se admitimos a quantização da energia, fato no mundo microscópico das partículas fundamentais, a extensão da mecânica clássica é a mecânica quântica. As demais teorias clássicas seguem o mesmo caminho, geralmente tendo suas versões quânticas (não necessariamente já completamente estruturadas).

## Símbolos
| Símbolo                                                                  | Significado                                           | Símbolo                                                             | Significado                                                            |  |
| ------------------------------------------------------------------------ | ----------------------------------------------------- | ------------------------------------------------------------------- | ---------------------------------------------------------------------- |  |
| {\displaystyle \mathrm {A,B} \ldots }                                    | pontos no espaço, curvas, superfícies e sólidos       | {\displaystyle \Delta \,a}                                          | aumento da variável {\displaystyle a} durante um intervalo de tempo    |  |
| {\displaystyle \mathrm {A,B} \ldots \mathrm {a,b} \ldots }               | unidades                                              | {\displaystyle {\vec {e}}_{x},{\vec {e}}_{y},{\vec {e}}_{z}}        | versores cartesianos nos eixos x, y e z                                |  |
| {\displaystyle A,B\ldots a,b\ldots }                                     | variáveis                                             | {\displaystyle {\vec {F}}}                                          | força                                                                  |  |
| {\displaystyle {\vec {A}},{\vec {B}}\ldots {\vec {a}},{\vec {b}}\ldots } | vetores                                               | {\displaystyle {\vec {F}}_{\mathrm {c} },{\vec {F}}_{\mathrm {e} }} | forças de atrito cinético e estático                                   |  |
| {\displaystyle {\vec {a}}\cdot {\vec {b}}}                               | produto escalar entre vetores                         | {\displaystyle {\vec {F}}_{\mathrm {e} }}                           | força elástica                                                         |  |
| {\displaystyle {\vec {a}}\times {\vec {b}}}                              | produto vetorial entre vetores                        | {\displaystyle a_{x},a_{y},a_{z}}                                   | Componentes cartesianas da aceleração                                  |  |
| {\displaystyle {\frac {\mathrm {d} \,a}{\mathrm {d} \,x}}}               | derivada da variável {\displaystyle a} em função de x | {\displaystyle e}                                                   | número de Euler (base dos logaritmos naturais)                         |  |
| {\displaystyle {\dot {a}},{\ddot {a}}\ldots }                            | derivadas da variável a em função do tempo            | {\displaystyle b}                                                   | Braço de uma força                                                     |  |
| {\displaystyle {\bar {a}}}                                               | valor médio da variável a                             | {\displaystyle {\vec {g}}}                                          | aceleração da gravidade                                                |  |
| {\displaystyle a}                                                        | aceleração (módulo do vetor aceleração)               | {\displaystyle i}                                                   | número imaginário {\displaystyle {\sqrt {-1}}}                         |  |
| {\displaystyle {\vec {a}}}                                               | vetor aceleração                                      | {\displaystyle {\vec {I}}}                                          | impulso                                                                |  |
| {\displaystyle a_{\mathrm {t} }}                                         | componentes normal e tangencial da aceleração         | {\displaystyle \Delta \,{\vec {r}}}                                 | vetor deslocamento                                                     |  |
| {\displaystyle C_{\mathrm {D} }}                                         | coeficiente aerodinâmico do termo da pressão          | {\displaystyle {\mathcal {J}}}                                      | matriz jacobiana                                                       |  |
| {\displaystyle {\vec {e}}_{a}}                                           | versor (vetor unitário) na direção do vetor a         | {\displaystyle J}                                                   | joule (unidade SI de trabalho e energia)                               |  |
| {\displaystyle E_{\mathrm {c} }}                                         | energia cinética                                      | {\displaystyle N}                                                   | newton (unidade SI de força)                                           |  |
| {\displaystyle E_{\mathrm {m} }}                                         | energia mecânica                                      | {\displaystyle k}                                                   | constante elástica ou coeficiente aerodinâmico do termo da viscosidade |  |
| {\displaystyle {\vec {e}}_{\mathrm {n} },{\vec {e}}_{\mathrm {t} }}      | versores normal e tangencial                          | {\displaystyle kg}                                                  | quilograma (unidade SI de massa)                                       |  |
| {\displaystyle \mathrm {m} }                                             | massa                                                 | {\displaystyle m}                                                   | metro (unidade SI de comprimento)                                      |  |
| {\displaystyle {\vec {M}}_{\mathrm {O} }}                                | momento de uma força em relação a um ponto O          | {\displaystyle M}                                                   | momento de um binário                                                  |  |
| {\displaystyle W}                                                        | trabalho                                              | {\displaystyle {\vec {p}}}                                          | quantidade de movimento                                                |  |
| {\displaystyle {\vec {P}}}                                               | peso                                                  | {\displaystyle U}                                                   | energia potencial                                                      |  |
| {\displaystyle {\vec {r}}}                                               | vetor posição                                         | {\displaystyle U_{\mathrm {e} }}                                    | energia potencial elástica                                             |  |
| {\displaystyle R}                                                        | raio de curvatura de uma trajetória                   | {\displaystyle {\vec {v}}}                                          | vetor velocidade                                                       |  |
| {\displaystyle R,\theta ,z}                                              | coordenadas cilíndricas                               | {\displaystyle \alpha }                                             | aceleração angular                                                     |  |
| {\displaystyle R_{\mathrm {n} }}                                         | reação normal                                         | {\displaystyle \mu _{\mathrm {e} },\mu _{\mathrm {c} }}             | coeficientes de atrito estático e cinético                             |  |
| {\displaystyle s}                                                        | distância percorrida                                  | {\displaystyle \pi }                                                | valor em radianos de um ângulo de 180{\displaystyle ^{\circ }}         |  |
| {\displaystyle \mathrm {s} }                                             | segundo (unidade SI de tempo)                         | {\displaystyle \theta }                                             | ângulo de rotação dos versores normal e tangencial                     |  |
| {\displaystyle T}                                                        | período num movimento circular uniforme               | {\displaystyle \rho }                                               | massa volúmica                                                         |  |
| {\displaystyle \lambda }                                                 | valor próprio de uma matriz                           | {\displaystyle \omega }                                             | velocidade angular                                                     |  |
| {\displaystyle \omega }                                                  | frequência angular                                    | {\displaystyle {\vec {u}}}                                          | velocidade de fase                                                     |  |